# Великокняжеская волость
Великокняжеская волость (нем. Amtsbezirk Welikoknjasheskoje) — волость Армавирского отдела Кубано-Черноморской области  Российской Социалистической Федеративной Советской Республики. Волость объединяла в себе немецкие села: Александродар, Великокняжеское, Гогенфельд.
Волостной центр — с. Великокняжеское. Образована в 1923 году, ликвидирована в 1924?.

## География
На левом берегу Кубани, к югу от Ставрополя. 

## История
26 января 1923 г. Кубчероблисполком утвердил новую административно-территориальную сеть Кубано-Черноморской области, и в  Армавирский отдел была включена новая Великокняжеская волость в составе: село Великокняжеское, станица Рождественская, колония Александродар:66
13 февраля 1924 года Кубано-Черноморская область ликвидирована и  вошла в состав Юго-Восточную